# Історія Словенії
Словенія — невелика країна в центральній частині Європи, що має багату історію. Люди давно з'явились на цій території. Знахідки з часів неоліту свідчать про розвиненість місцевої цивілізації. Територія Словенії входила до складу багатьох великих держав, зокрема Риму, держави франків, Німеччини, Австрії.

## Доісторичний період
Близько 250 тис. років до н. е. на території Словенії з'являються перші кам'яні знаряддя, виготовлені гомінідами. Такі знаряддя були знайдені, наприклад, в печерах Лоза (неподалік від міста Постойна).
У 5 тис. до н. е. тут влаштувалися носії культури імпресо, декоративного стилю епохи неоліту.
Близько 2000 р. до н. е., в бронзовому столітті, місцеві мешканці будували поселення з пальових будинків в болотистій місцевості поблизу сучасної Любляни (аналогічні поселення були поширені на території Австрії та Швейцарії). Близько 1200 року до н. е пальові поселення зникають, витісненні новими укріпленими поселеннями, оточеними кільцевими валами — їх будівничими, можливо, були іллірійці. У свою чергу, близько 3 ст. до н. е. ці поселення були зруйновані хвилею наступаючих кельтів латенської культури. Приблизно в цей же час грецькі торговці заснували колонію Егіда (нині Копер) як опорний пункт на північному узбережжі Адріатики.

## У складі Римської імперії
У I столітті, після багаторічних воєн, римляни встановили свою владу в регіоні. Сам регіон у складі Римської імперії був розділений між провінціями Далмація, Італія, Норікум і Паннонія.
З розділом Римської імперії на дві частини територія Словенії потрапила до складу Східної Римської імперії, або Візантії, але фактично належала Аварському каганату. Предки сучасних південних слов'ян, зокрема словенців, потрапили на Балканський півострів з Середнього і Нижнього Дунаю в результаті слов'яно-аварських міграцій, які, у свою чергу, були частиною Великого переселення народів. Предки словенців осіли в долинах річок Сава, Мура і Драва, а також на березі затоки Трієста в VI столітті.
В основному, як свідчать візантійські автори, що описали їх, і археологічні джерела, словенці займалися землеробством. Вони користувалися не тільки легким плугом (рало), але і важким, із залізним лемешем (сошником), а також численними знаряддями праці з заліза: кирками, сокирами, серпами, косами тощо. Зерно мололи на жорнах вручну. Крім землеробства словенці, як і всі південні слов'яни, займалися скотарством, рибальством, полюванням, бортництвом. Також відомо про існування в їхньому товаристві досвідчених ремісників.
Господарською одиницею у словенців була сімейна громада, на чолі якої зазвичай стояв найстарший чоловік. У громаді було загальним все: земля, худоба, майно. Іноді її чисельність сягала кількох десятків людей. З часом громади почали розпадатися, з VI по VII століття цей процес активно розвивався. Всі общинні землі і майно були розділені, а сама громада з сімейної перетворилася на сільську. Також в селі почався процес класоутворення, що привело до розшарування суспільства і виникнення нерівності.
З декількох сусідських громад утворювалося плем'я. Кожне плем'я займало окрему територію. У ці роки у всіх південних слов'ян, включаючи словенців, була поширена військова демократія. Візантійський історик Прокопій писав: «Народ цей не управляється однією людиною, але здавна живе в демократії. Тому все, що для них корисне чи шкідливе, вони обговорюють спільно». Проте з часом на чолі племен почали все частіше і частіше вставати місцеві князі зі своїми дружинами, що свідчило про завершення розвитку в суспільстві первісно-общинного ладу.
Варто відзначити, що у словенців, як і всіх південних слов'ян, існувало рабство. Раба зазвичай відпускали на волю за викуп або після закінчення терміну його перебування в рабстві. Зазвичай йому пропонували залишитися там, де він перебував.

## Князівство Хорутанія (Карантанія)
у 626 р. слов'яни, які нещодавно прийшли на землі на схід від Альп, утворили свою державу — князівство Хорутанія (Карантанія).

## Під владою франків
У 788 р. Хорутанське князівство було приєднане до держави франків разом з Баварією, васалом якої воно було.

## У складі Німецького королівства
З 843 р. після розпаду єдиної Франкської держави територія Словенії відійшла до Східного Франкського (Німецького) королівства.
Близько 1000 року були написані Фрейзінгенські уривки — найдавніший пам'ятник словенської писемності, складений латиницею. Після створення цього пам'ятника в розвитку словенської літератури настала перерва, що тривала близько 500 років. З кінця X по XII століття в долинах словенських земель стався перехід до нової системи обробки землі — трипілля. При цьому в горах зберігалася двопольна, а також підсічна система землеробства. Кожна селянська родина отримала наділ. Сімейна община (Задруга) змінилася сусідською громадою на чолі з жупаном. У той час як більшість міст узбережжя Істрії перебували під владою Венеційської республіки до її скасування в 1797 році, Трієст в 1382 році увійшов в державу Габсбургів і став грати роль головного Адріатичного порту Священної Римської імперії. Решта міст словенських земель утворилися в основному в XIII столітті. Старим містом був Птуй, в якому до початку X століття існувало дві церкви. Такі сучасні міста як Любляна, Камник, Шкофья-Лока, Крань, Клагенфурт, Словенія-Градец, Гориція, Марибор і деякі інші отримали міський статус в XIV столітті. Колишні торги Кочовище і Кршко стали містами в 1470-х роках. Міське населення було переважно німецько-словенським, при цьому вищі верстви складалися з німців. Містянами були священики, дворяни, підмайстри, слуги, жебраки, євреї. Останні, з'явившись в словенських землях в XIII столітті, займалися лихварством, платили високі податки. У 1496 і 1515 року під тиском боржників (дворян і городян) перед єврейськими кредиторами імператор Максиміліан вигнав останніх з Каринтії, Штирії і Крайни. Тим часом, євреї залишилися в Трієсті, Прекмурьє і Гориці. У XIV столітті в містах стали виникати цехи ремісників.

## В складі Австрії
Приєднання словенських земель до володінь австрійських Габсбургів почалося 1276 р. з прєднанням Штирії. У 1335 р. були приєднані також Крайна і Каринтія. І таким чином, словенські землі близько 600 років були австрійським володінням.

## Югославський період
В результаті розпаду Австро-Угорщини наприкінці 1918 р. після її поразки у Першій світовій війні словенські землі увійшли в державу словенців, хорватів і сербів, а 1 грудня цьогож року в Королівство Югославія на чолі з Сербією. Західні словенські землі були захоплені військами Італії та відійшли до неї за Сен-Жерменським договором. В серпні 1919 югославські війська відібрали в Угорщини Прекмур'я. Ця східна словенська земля відійшла до Югославії за Тріанонським договором.
Під час 2-ї світової війни у 1941—1945 рр. територія Словенії була окупована Німеччиною та Італією і поділена між ними. В 1945 р. Словенія знову ввійшла до складу Югославії як Соціалістична Республіка Словенія. Італія віддала західні словенські землі СФРЮ згідно з мирним договором 1947 р.

## Незалежність
25 червня 1991 р. Республіка Словенія проголосила незалежність від СФРЮ. Але центральний уряд на чолі з Сербією не визнав цього акту і розв'язав воєнні дії проти Словенії. Однак після короткочасного збройного конфлікту було укладене перемир'я і до 25 жовтня 1991 р. югославські федеральні війська повністю покинули територію Словенії. Конституцію Словенії прийняли 23 грудня 1991. Першим президентом незалежної Словенії став Мілан Кучан. У 2002 р. після перемоги на виборах його змінив Янез Дрновшек. 2004 р. Словенія вступила в Європейський Союз і НАТО.